# Карпівці (Старосинявська селищна громада)
Ка́рпівці — село в Україні, у Старосинявській селищній громаді Хмельницького району Хмельницької області. Населення становить 163 особи.

## Історія
7 (20) листопада 1917 року, відповідно до Третього Універсалу Української Центральної Ради, увійшло до складу Української Народної Республіки.
12 червня 2020 року, відповідно до розпорядження Кабінету Міністрів України № 727-р «Про визначення адміністративних центрів та затвердження територій територіальних громад Хмельницької області», увійшло до складу Старосинявської селищної громади.
19 липня 2020 року, в результаті адміністративно-територіальної реформи та ліквідації Старосинявського району, село увійшло до складу новоутвореного Хмельницького району.

## Населення

### Мова
Розподіл населення за рідною мовою за даними перепису 2001 року:
| Мова       | Кількість | Відсоток |
| ---------- | --------- | -------- |
| українська | 160       | 98.16%   |
| російська  | 2         | 1.23%    |
| білоруська | 1         | 0.61%    |
| Усього     | 163       | 100%     |